# Крабб, Клод
Клод Кларенс Крабб (англ. Claude Clarence Crabb; 8 марта 1940, Монтерей, Калифорния — 8 февраля 2021, Палм-Дезерт, там же) — профессиональный американский футболист, корнербек. Выступал в НФЛ с 1962 по 1968 год. На студенческом уровне играл за команды университета Южной Калифорнии и Колорадского университета в Боулдере. На драфте НФЛ 1962 года был выбран в девятнадцатом раунде.

## Биография
Клод Крабб родился 8 марта 1940 года в Монтерее в Калифорнии. Окончил городскую старшую школу, затем учился в общественном колледже полуострова Монтерей. За команду колледжа играл на позициях корнербека и квотербека, в 1993 году был избран в его Зал славы. Позднее поступил в университет Южной Калифорнии, оттуда перевёлся в Колорадский университет в Боулдере, за футбольную команду которого играл в течение двух сезонов.
В 1962 году был задрафтован сразу в двух лигах: в НФЛ права на него получил клуб «Вашингтон Редскинс», в АФЛ — «Баффало Биллс». Профессиональную карьеру начал в составе «Редскинс», затем играл за «Филадельфию» и «Лос-Анджелес Рэмс». Суммарно за карьеру сыграл в 80 матчах регулярного чемпионата, сделав 10 перехватов и занеся один тачдаун на возврате. В составе «Рэмс» провёл один матч плей-офф в сезоне 1967 года.
Клод Крабб скончался 8 февраля 2021 года в городе Палм-Дезерт в возрасте 80 лет. Причиной смерти стала инфекция COVID-19.